# .22 Short
.22 Short (возможные варианты названия — .22 Шорт, .22 Kurz, .22 Курц, в просторечии иногда «пионер») — патрон 5,6×10,7 мм R кольцевого воспламенения малой мощности, один из наименее мощных в своём классе.

## История
Патрон .22 Short — старейший патрон из всех, производимых в настоящее время. Он был создан около 1857 года известной американской оружейной фирмой Smith & Wesson для револьвера Smith and Wesson Model 1. В первые годы патрон именовался просто .22 (то есть имеющий калибр 0,22 дюйма), но после появления в 1871 году более длинного (5,6×15 мм) патрона R 22 Long он получил своё нынешнее наименование short, то есть короткий. Название вполне соответствует внешнему виду этого поистине крошечного боеприпаса — его длина менее 2 см.
Патрон был первоначально предназначен для малогабаритных «карманных» револьверов, служивших целям самозащиты. Однако под него появилось много моделей и длинноствольного оружия.

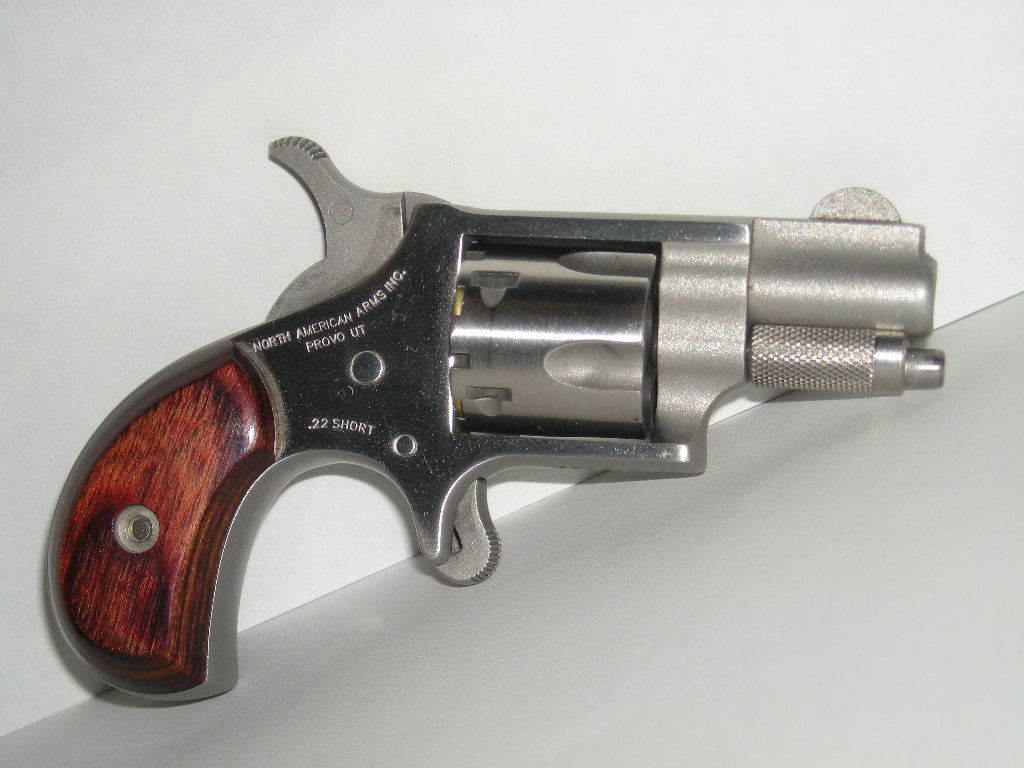
«Карманный» американский револьвер NAA22S под патрон .22 Short

В первые годы он выпускался с зарядом из дымного пороха. Вслед за изобретением бездымного пороха в 1887 году, этот тип патрона получил в спортивных стрелковых кругах самое широкое распространение.

## Особенности и применение
.22 Short — маломощный патрон. Отдача при стрельбе им практически не ощущается. Начальная скорость пули у него невелика, обычно в пределах 320…350 м/с, что примерно равно скорости дроби охотничьего ружья. Отсутствие отдачи, относительно слабый звук выстрела и малая дальность полёта пули делают этот патрон очень подходящим для начального обучения стрельбе, например в школьных тирах. Патрон .22 Short оказался сильно потеснён патроном .22 Long Rifle, но по-прежнему применяется довольно широко.
Он выпускается преимущественно со свинцовой безоболочечной осаленной пулей, однако существуют варианты и с омеднённой пулей, имеющей в головной части экспансивную полость. Впрочем, для охоты он подходит плохо — дульная энергия пули достаточна только для стрельбы животных не больше крупной крысы, хотя в принципе, этим патроном можно бить птицу. Однако эффективная дальность стрельбы — максимум 50 метров — ограничивает его применение по птице. Поэтому основная ниша патрона .22 Short — спортивная и развлекательная стрельба.
Патроном .22 Short при необходимости можно стрелять из оружия под более длинные патроны семейства .22 без малейших проблем, поскольку диаметр пули у него, как и у более длинных «собратьев» такой же, как и у гильзы. Охотники-промысловики иногда в качестве вынужденной меры применяют его при добыче пушного зверя, заряжая в «мелкашки» (например, ТОЗ-8), рассчитанные на патрон .22 Long Rifle.
В продаже патрон .22 Short найти несложно — его производит большинство оружейных фирм. Цена его крайне невелика, что ещё больше повышает его значение как массового учебного боеприпаса.